# Chrám svatých Borise a Gleba (Kidekša)
Chrám svatých Borise a Gleba (rusky Церковь Бориса и Глеба) je pravoslavný chrám v obci Kidekša Vladimirské oblasti Ruska. Založen byl nejspíše roku 1152 za vlády Jurije Dolgorukého, který zde sídlil. Zasvěcen je Borisi a Glebovi, prvním ruským světcům. Od roku 1992 je v rámci Bílých památek Vladimiru a Suzdalu zanesen na seznam světového dědictví UNESCO.

## Historie
Chrám vznikl v době, kdy byla Kidekša, dnes nepatrná vesnička asi 4 km od Suzdalu, sídlem Jurije Dolgorukého, rostovsko-suzdalského knížete. Na břehu řeky Kamenky se tehdy rozkládala jeho dřevěná pevnost s hradbami a valem o délce cca 1000 m. Nedaleko této pevnosti dal kníže pravděpodobně roku 1152 postavit bělokamenný chrám, zasvěcený prvním ruským světcům Borisi a Glebovi. Ten posloužil také jako hrobka pro jeho syna Borise Jurjeviče, Borisovu ženu Marii a dceru Jefrosinii. Při mongolském vpádu na Rus na počátku 13. století byl chrám poškozen, ale roku 1239 byl již znovu opraven a vysvěcen. To však již Kidekša pustla, neboť následníci Jurije Dolgorukého přenesli své sídlo jinam a obyvatelé postupně přesídlili zejména do nedalekého Suzdalu.
K největšímu zásahu do podoby svatostánku došlo na přelomu 16. a 17. století, kdy se propadla část klenby. V 60. letech 17. století proto získal chrám novou kupoli, klenby a některé sloupy. V této podobě se chrám zachoval dodnes. Roku 1780 vyrostl v bezprostřední blízkosti zimní chrám svatého Štěpána, osmihranná zvonice, svatá brána a ohrada. Vznikl tak ucelený církevní komplex.
Předmětem zkoumání archeologů se chrám svatých Borise a Gleba stal již v předrevolučním Rusku, dnes slouží jako muzeum. Od roku 1992 je v rámci Bílých památek Vladimiru a Suzdalu zanesen na seznam světového dědictví UNESCO.

## Galerie

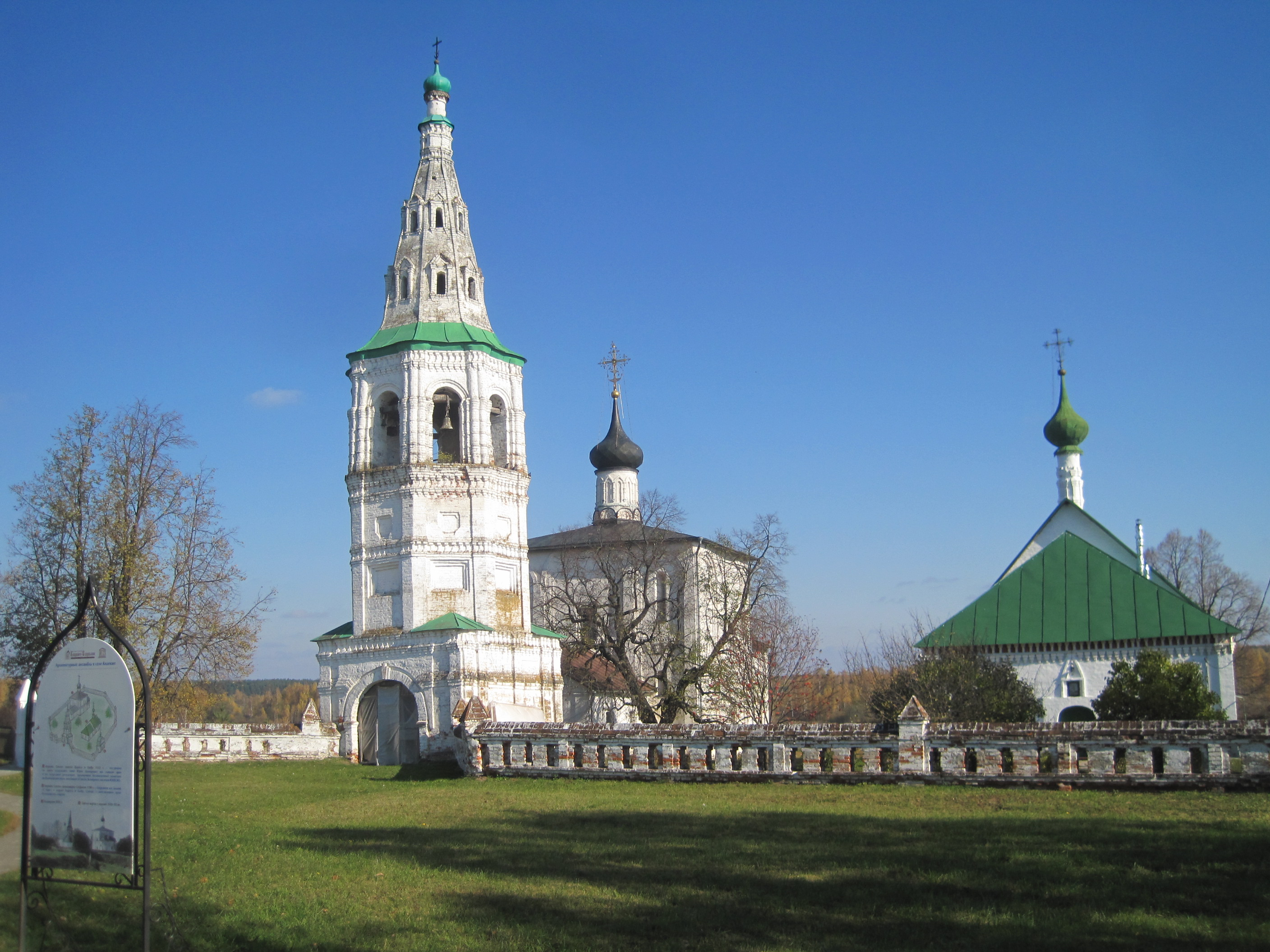
Církevní komplex v Kidekše
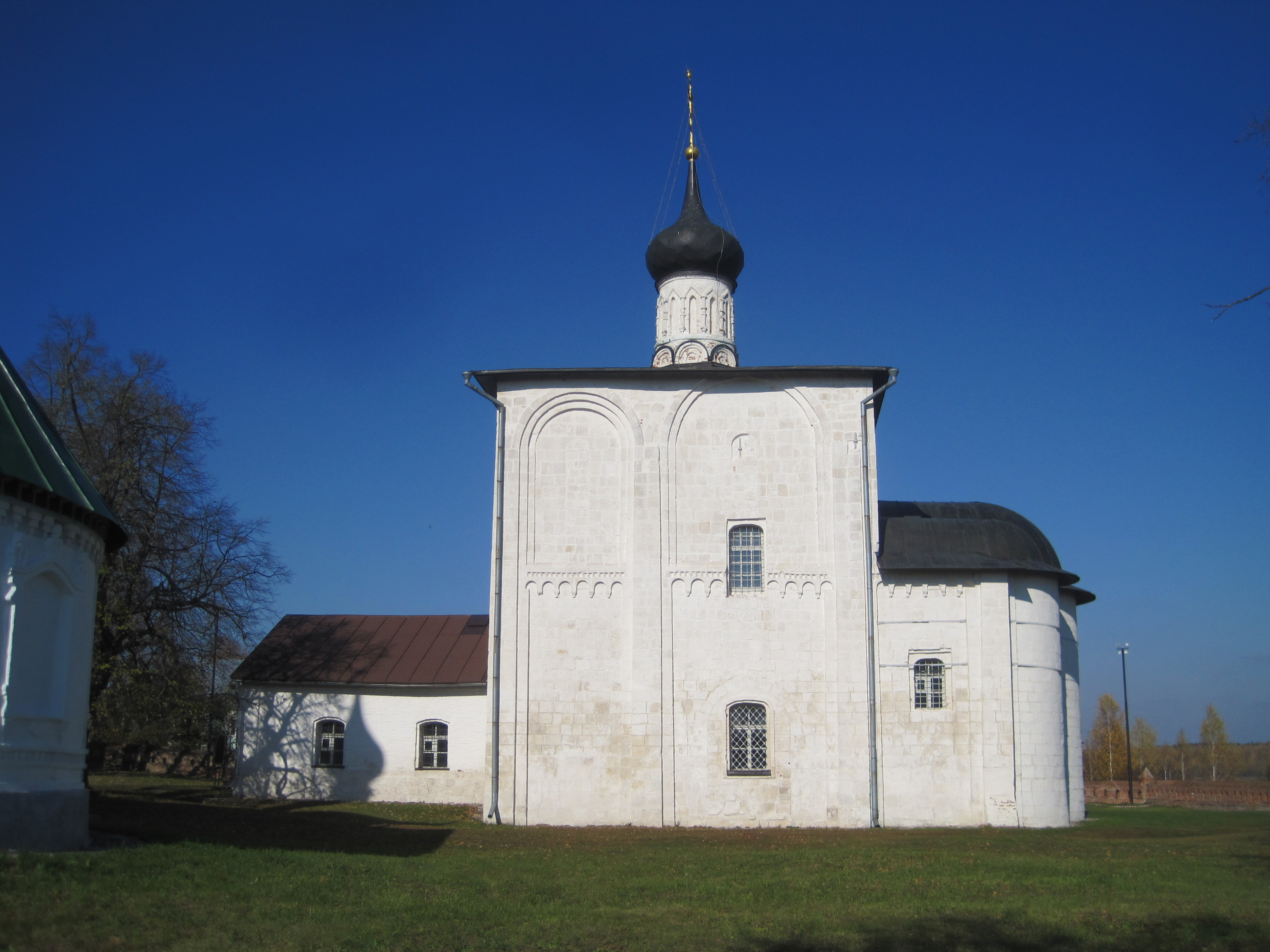
Chrám svatých Borise a Gleba
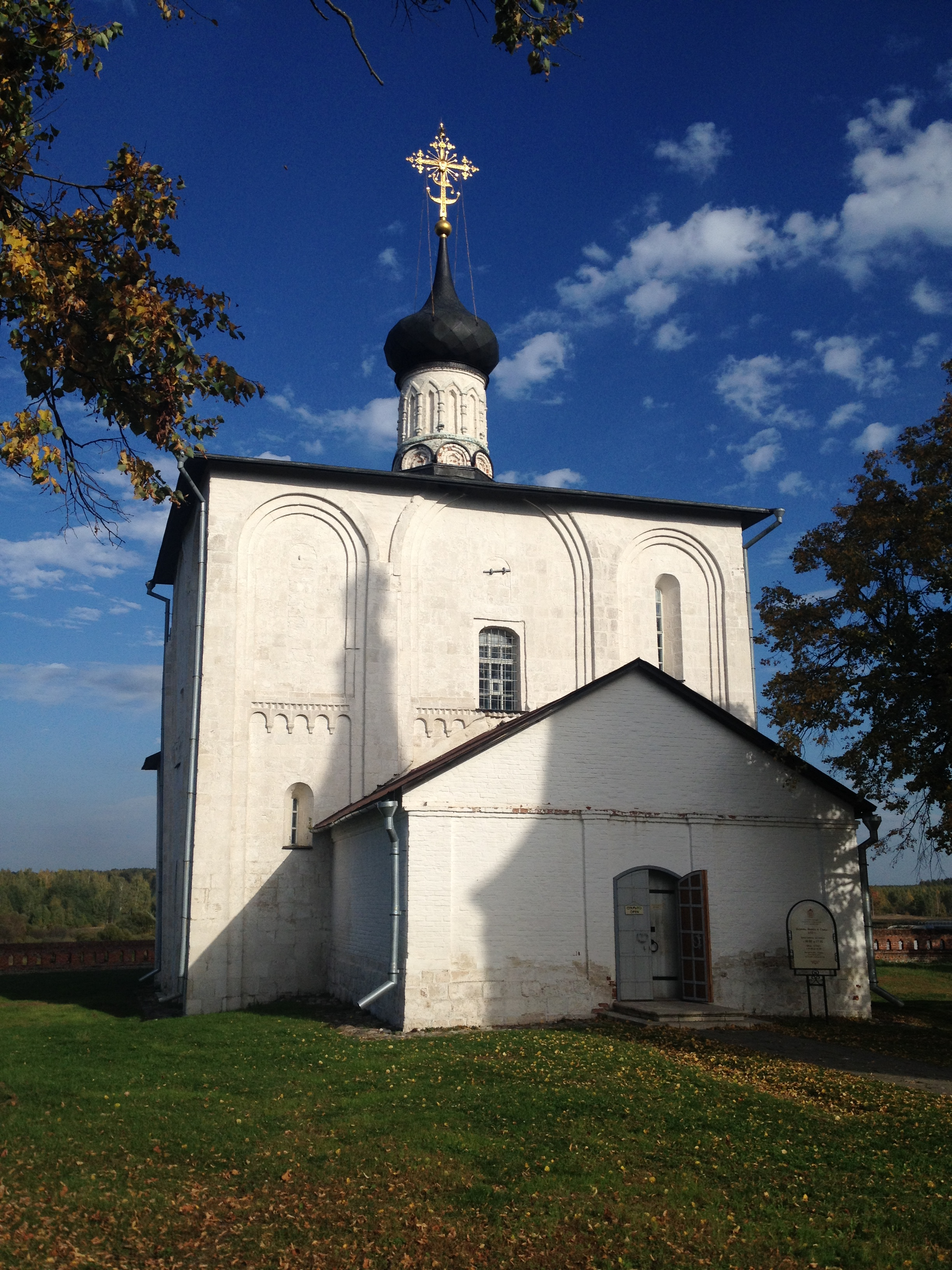
Vchod do chrámu
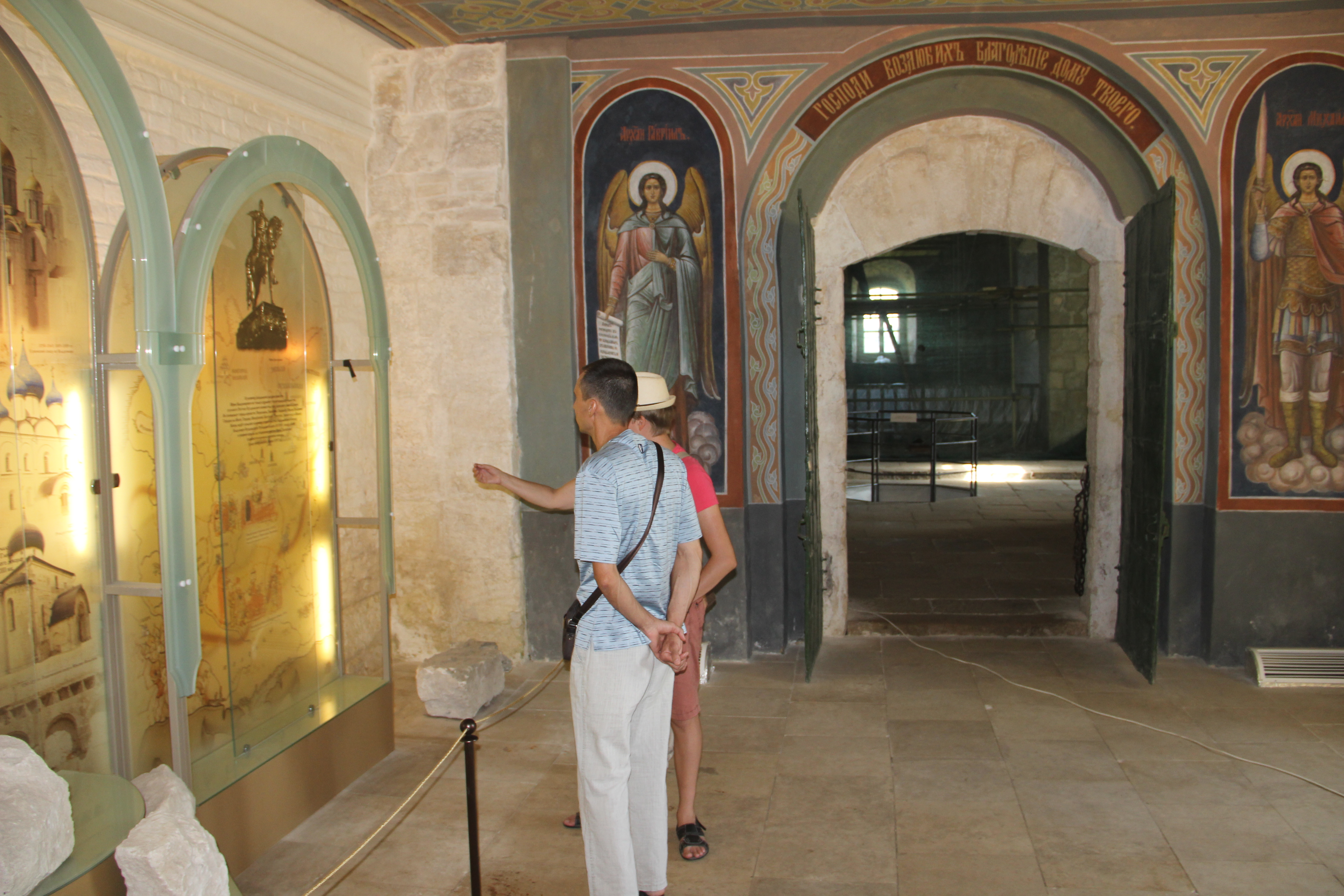
Interiér (chrám slouží jako muzeum)
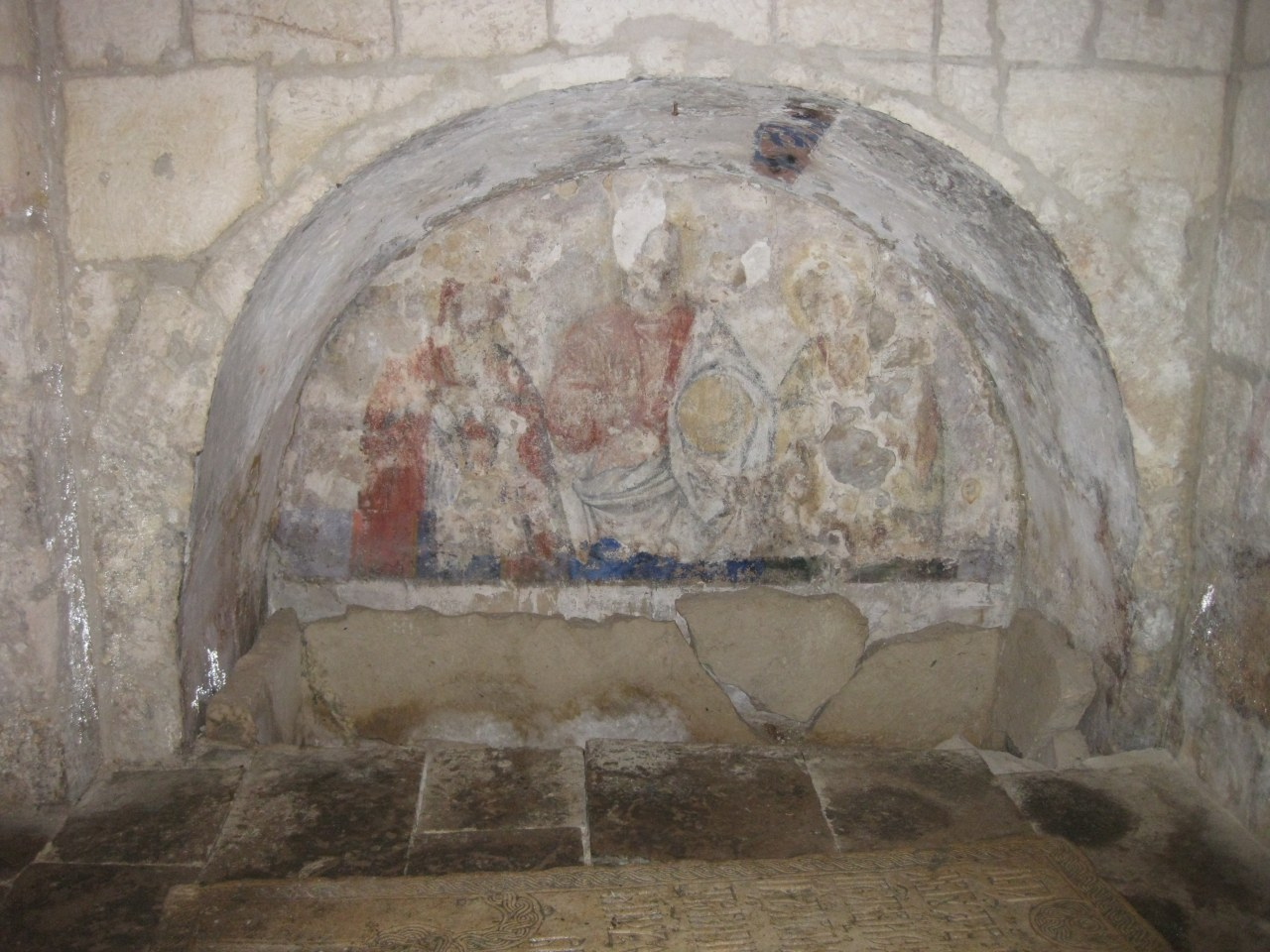
Fragment původních fresek
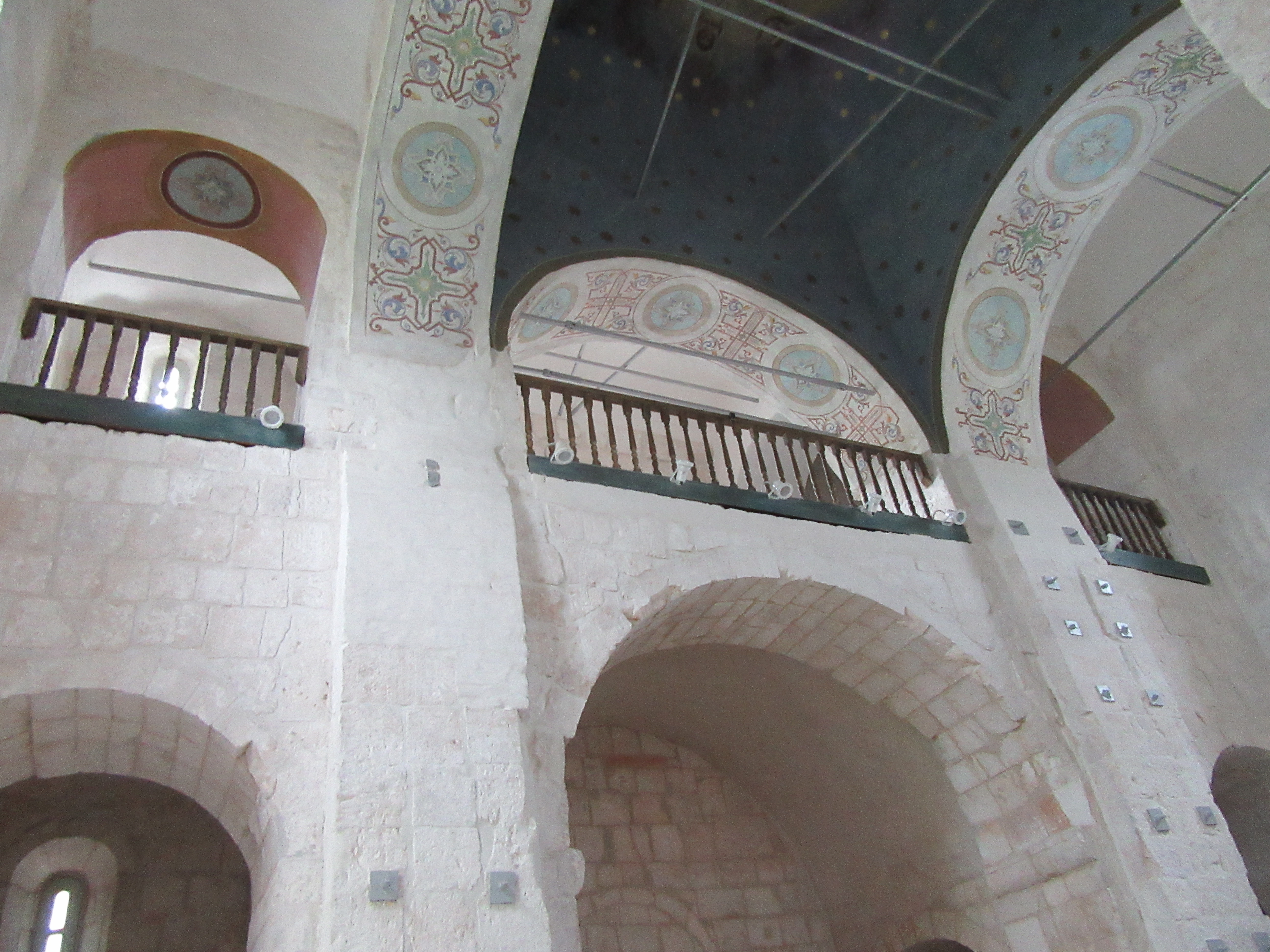
Interiér
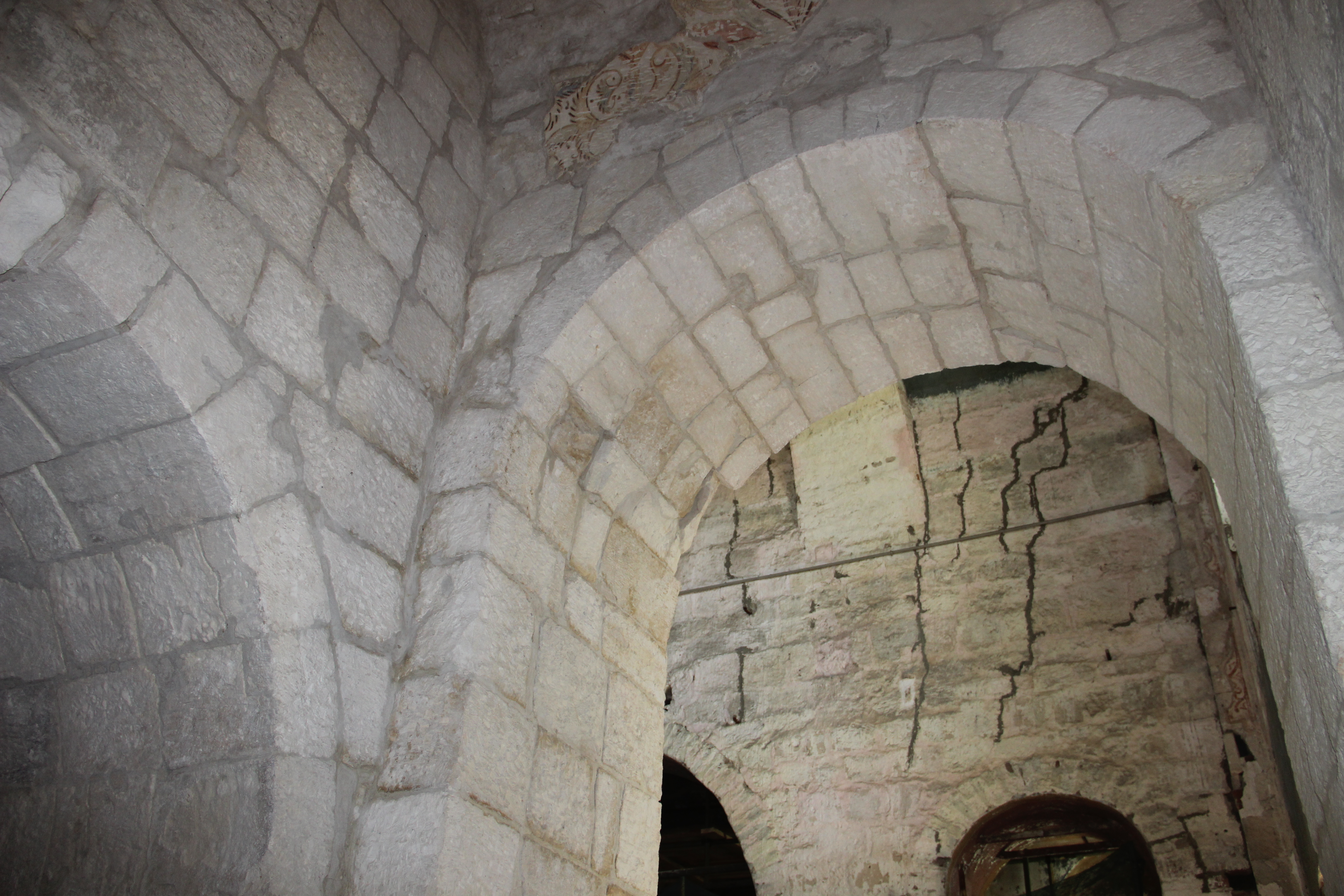
Původní klenby
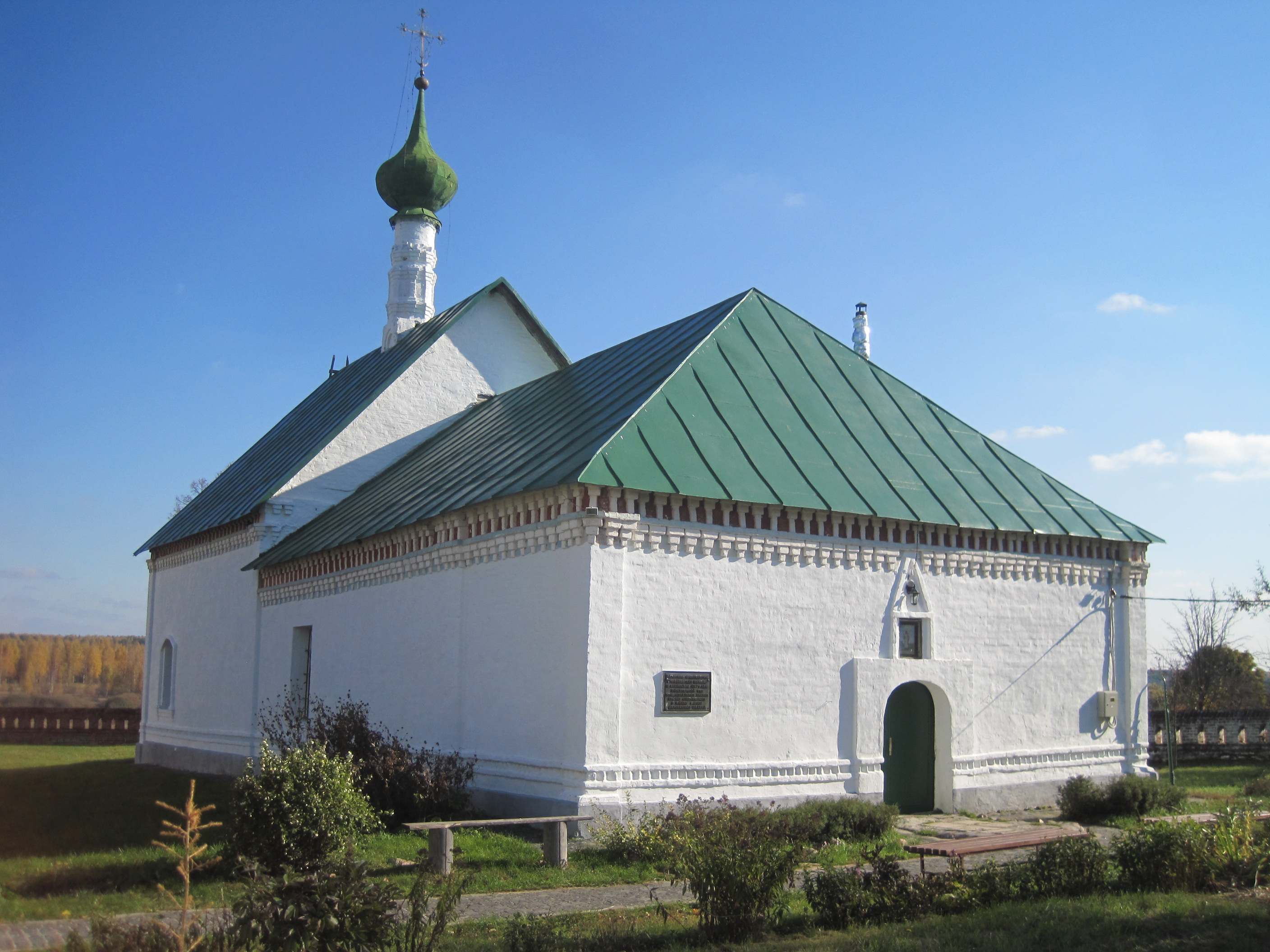
Chrám sv. Štěpána
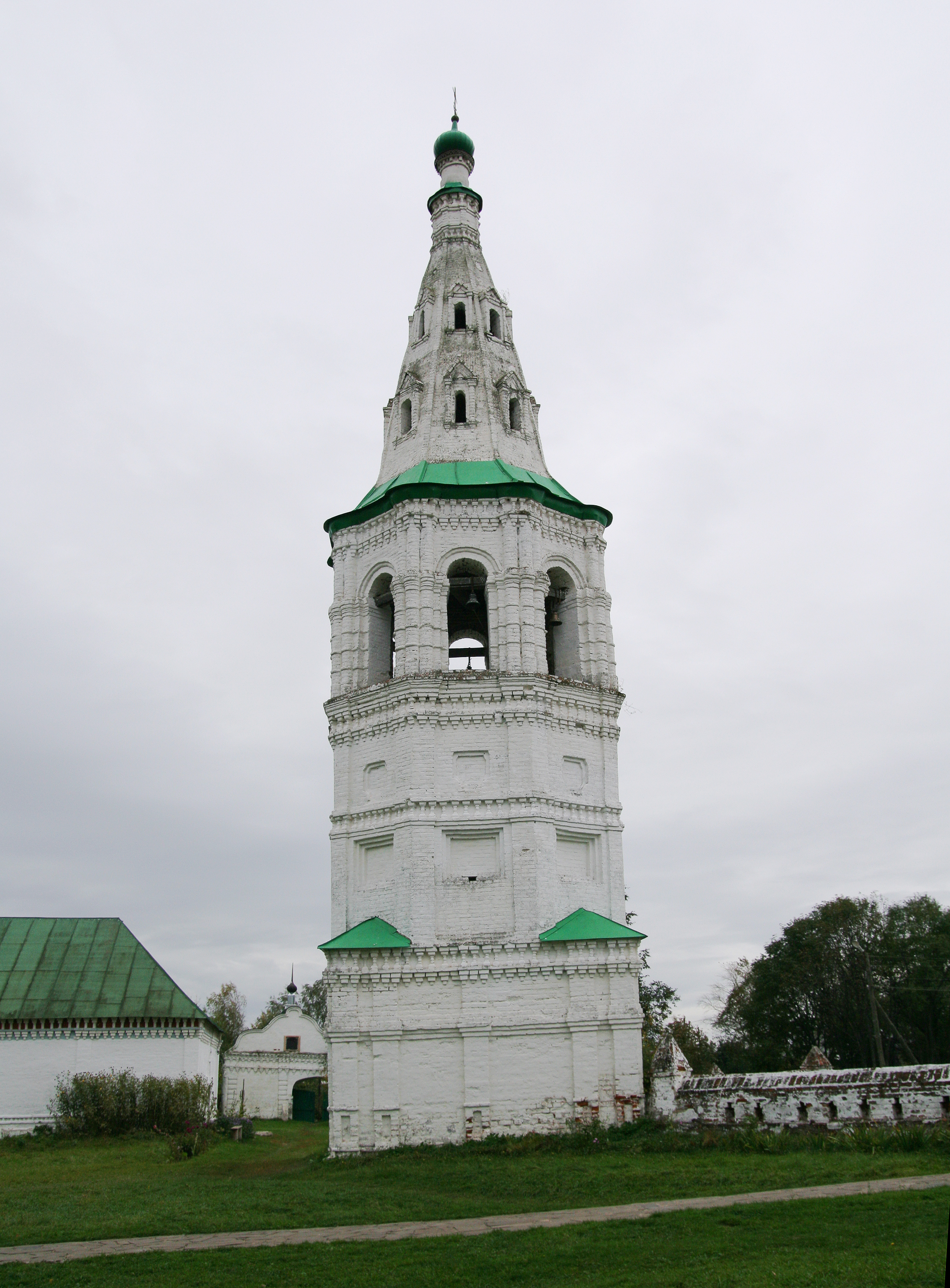
Nakloněná zvonice